# Indikacija (medicina)
Indikacija pomeni bolezenske znake in okoliščine, ki nakazujejo odločitev za določene diagnostične in terapevtske postopke. Kadar so ti znaki oziroma okoliščine nesporni in brezpogojni, govorimo o absolutni indikaciji, kadar pa so odvisni še od določenih drugih okoliščin (na primer od starosti, sobolezni), pa o relativni indikaciji.